# Croatan National Forest

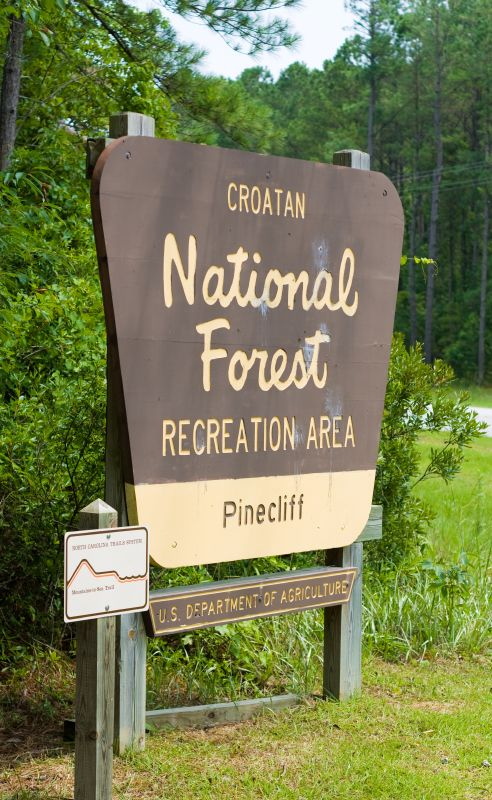
Croatan National Forest

Der Croatan National Forest ist ein von den Vereinigten Staaten von Amerika geschütztes Waldgebiet an der Atlantikküste des Bundesstaates North Carolina. Es wird durch den United States Forest Service, eine Abteilung des US-Landwirtschaftsministeriums, verwaltet. Der Nationalforst wird gemeinsam mit den drei anderen geschützten Wäldern in North Carolina verwaltet, dem Nantahala, Pisgah und Uwharrie National Forest, der Verwaltungssitz befindet sich in Asheville. Die für Croatan zuständige Ranger Station hat ihr Büro in New Bern.
Der Name des Parks stammt aus der Algonkin-Sprache und bedeutet in etwa Stadt der Beratungen oder Stadt des Rates. Der Park liegt auf den Gemarkungen der Countys Craven, Carteret und Jones.

## Geographie
Der Wald erstreckt sich an der Küste über eine Fläche von fast 650 Quadratkilometern. Er wird vom Neuse River, dem Bogue Sound und dem White Oak River begrenzt. Der Croatan Forest wird durch Kiefernwälder, Salzwiesen, Sümpfe und atlantischem Marschland (pocosins) charakterisiert. Der Forst bietet Wandermöglichkeiten, Campingplätze, Jagdreviere, Mountainbikestrecken und Geländewagentouren. Die umgebenden Flüsse, Seen und Bäche bieten Möglichkeiten für Schwimmer, Angler und Kanuten. Der Wald liegt in der Nähe der Städte New Bern und Morehead City und umgibt den Marine Corp Air Station Cherry Point.

## Wanderrouten

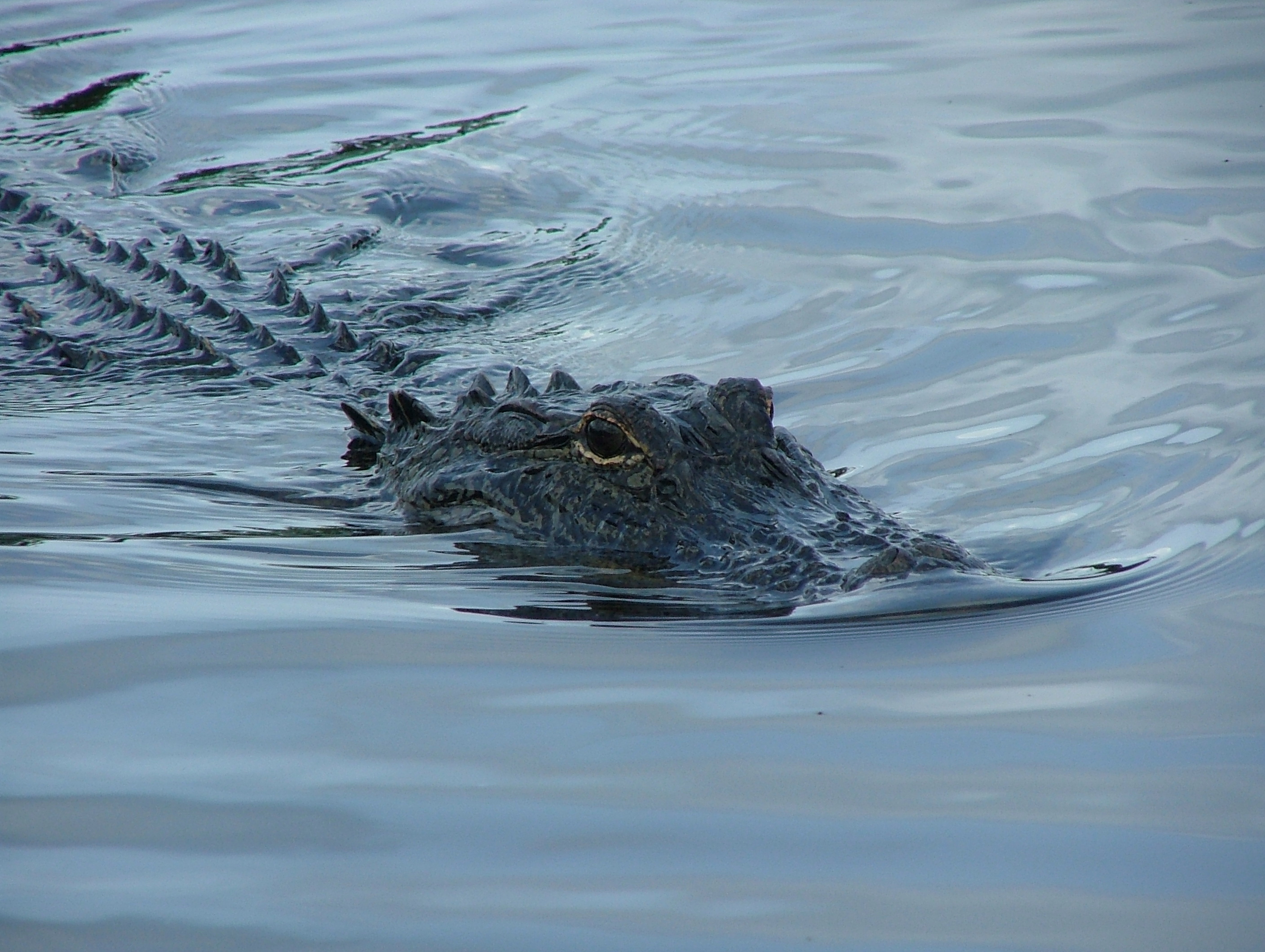
Amerikanischer Alligator

Innerhalb des Croatan Forest finden sich etliche Wanderwege, beispielsweise der Neusiok Trail, der auf einer Strecke von 34 Kilometer durch Sümpfe und Pinienwälder führt. Andere Routen, wie der Cedar Point Tideland Trail durchquert die Salzmarschen und führt den White Oak River entlang, der Island Forest Creek Walk thematisiert einen Wald aus Harthölzern und der Black Swamp OHV Trail ist für Fahrräder und Off-Road-Fahrzeuge geeignet.

## Flora und Fauna
Der Croatan National Forest wird von vielen Tieren an Land und im Wasser bewohnt, beispielsweise von Rehen, Giftschlangen, Schwarzbären, Truthähnen, Falken und Alligatoren. Der Wald besteht überwiegend aus Kiefern, der an manchen Stellen mit Harthölzern abwechselt, beispielsweise Sumpfzypressen in den Sümpfen. Fleischfressende Pflanzen wie die Venusfliegenfalle oder der Sonnentau können ebenfalls im Forst gefunden werden.